# Захаренко Олександр Антонович
Олекса́ндр Анто́нович Заха́ренко (2 лютого 1937, місто Кам'янка Кам'янського району Черкаської області — 30 квітня 2002) — український педагог, громадський діяч. Заслужений учитель УРСР (1974). Народний учитель СРСР (1983). Академік Академії педагогічних наук України, директор відомої в Україні авторської школи у селі Сахнівка на Черкащині. Член Ревізійної Комісії КПУ в 1986—1990 р. Депутат Верховної Ради СРСР 11-го скликання.

## Життєпис
З 1953 по 1954 рік працював вчителем математики і фізики Кам'янської середньої школи робітничої молоді.
У 1959 році закінчив фізико-математичний факультет Черкаського державного педагогічного інституту і отримав призначення на роботу вчителя в село Сахнівку Корсунь-Шевченківського району Черкаської області. Після служби в Радянській армії (у 1961—1963 роках) повернувся в село Сахнівку, до школи.
До 1966 року працював учителем математики та фізики у Сахнівській школі, а у 1966 році був призначений її директором. На цій посаді О. А. Захаренко пропрацював понад 35 років. Член КПРС з 1968 року.
Створив нову систему громадянського, сімейного та трудового виховання, на практиці реалізував ідею школи-родини, школи, життя якої тісно перепліталося з життям села, його історією. Пошукова робота учнів спрямовувалася на дослідження родоводу і результатом цієї роботи стала «Енциклопедія шкільного роду» (в 4-х томах), видана у 2000 році.
У Сахнівській школі з ініціативи О. А. Захаренка та завдяки спільним зусиллям батьків і громадськості, були побудовані навчально-спортивний комплекс, танцювальний зал, ігрові кімнати, басейни, культурно-музейний центр, обсерваторія, створено музей села, започаткована шкільна багатотиражна газета.
Визнанням оригінальності і новизни педагогічних ідей О. А. Захаренка стало те, що після його смерті Сахнівській школі було надано офіційний статус «Авторська школа О. А. Захаренка» (2002).
2007 року Міністерством освіти і науки України запроваджено нагрудний знак «Олександр Захаренко».
За час трудової діяльності Олександр Антонович неодноразово обирався депутатом різних рівнів — від сільської Ради до Верховної Ради СРСР.
Неодноразово відзначався державними нагородами: медалями «За трудову відзнаку», «За доблесну працю», медаллю А. С. Макаренка, орденом Леніна, орденом «Знак Пошани», знаком «Відмінник освіти СРСР», мав почесне звання «Заслужений вчитель УРСР» (1974), почесне звання «Народний вчитель СРСР» (1983).
У 1989 р. О. А. Захаренко був обраний членом-кореспондентом Академії педагогічних наук СРСР, а через три роки його було призначено академіком-засновником Академії педагогічних наук України (1992). У 1999 році Олександра Антоновича обрано дійсним членом Російської Академії освіти.